# 黃斑棘花鮨
黃斑棘花鮨（学名：Plectranthias xanthomaculatus），又稱黃斑棘花鱸，為輻鰭魚綱鱸形目鱸亞目鮨科的其中一種，分布於西北太平洋台灣西南部海域，棲息深度200-223公尺，體長可達5.8公分，為底棲性魚類，屬肉食性，生活習性不明。
其种加词“xanthomaculatus”意为“有黄色斑的”。